# Lotterieaufstand
Der sogenannte Lotterieaufstand in Albanien zu Beginn des Jahres 1997 war eine tiefe wirtschaftliche, politische und gesellschaftliche Krise. In ihm entlud sich der Volkszorn über groß angelegte Betrügereien, durch die viele Albaner ihr ganzes Vermögen verloren.

## Ausgangssituation

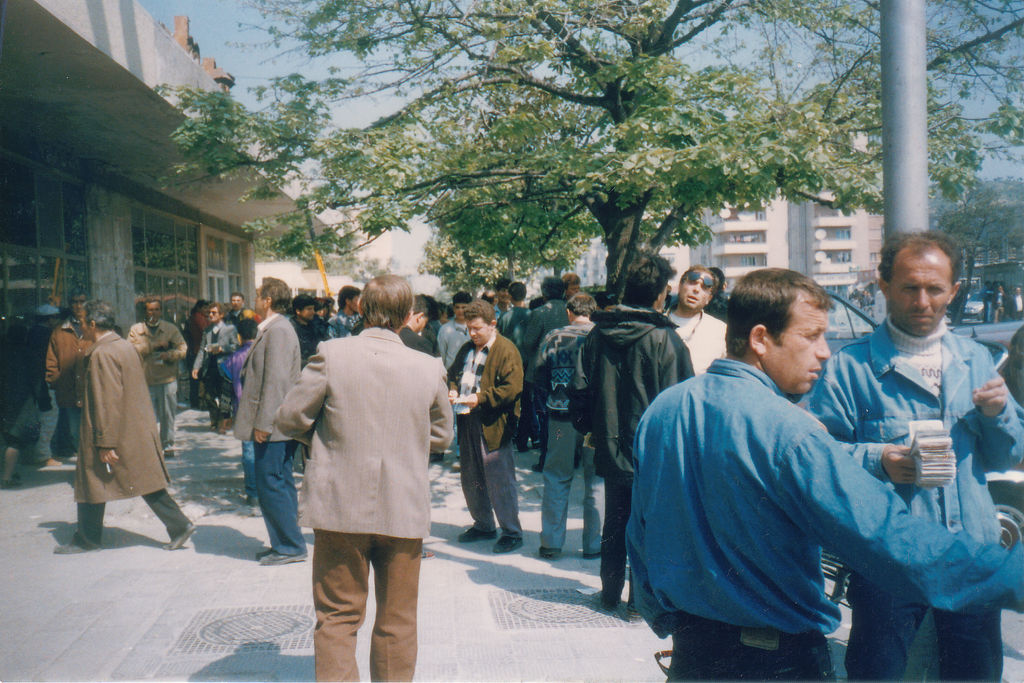
Geldwechsler auf einer Straße in Vlora als Sinnbild für die informelle Wirtschaft Albaniens

Die mehr als 45 Jahre lang andauernde Isolation unter kommunistischer Herrschaft hinterließ tiefe Spuren in der albanischen Gesellschaft. Nach dem Fall des kommunistischen Regimes erwirtschaftete die junge Privatwirtschaft zusammen mit den Überweisungen der mehr als 400.000 im Ausland (überwiegend in Griechenland und Italien) arbeitenden Albaner steigende inländische Spareinlagen. 1995 betrugen die privaten Vermögen bereits 15 % des Bruttoinlandsprodukts (ca. 350 Millionen US-Dollar). Diese summierten sich mit den Überweisungen aus dem Ausland auf mehr als 600 Millionen US-Dollar im Jahr 1995 und auf über 700 Millionen US-Dollar im Jahr 1996. Wegen des schlecht ausgebildeten Bankensystems wurden nur geringe Teile der Vermögen in Spareinlagen angelegt. Die Mehrheit der Albaner hatte keinerlei Erfahrung mit der Marktwirtschaft und war daher empfänglich für Manipulation. Die rasante Verbreitung von Satelliten-TV führte den meisten Albanern die immensen Nachteile der über 40-jährigen Isolation vor Augen und nährte den Wunsch nach schnellem Reichtum.

## Investitions- und Pyramiden-Gesellschaften
Die ersten Pyramiden-Gesellschaften entstanden ab 1991 und waren zunächst typische Investitionsgesellschaften für die inländische Wirtschaft. Anfangs hatten diese Gesellschaften aufgrund des unterentwickelten Bankensystems von privaten Investoren Kapital gesammelt und in die Geschäftstätigkeit unterschiedlichster Unternehmen investiert. Dafür wurden diesen entsprechend hohe Zinsen zugesagt („high risk“). Diese Investitionsform erfreute sich sehr bald hoher Beliebtheit und führte dazu, dass viele Albaner große Teile ihrer Ersparnisse und auch das von den albanischen Gastarbeitern ins Land transferierte Geld dort investierten.
Im Verlauf der Jahre drängten immer mehr Gesellschaften auf den fast völlig unregulierten Markt und trieben somit die Zinsen in die Höhe. Inzwischen drängten auch zunehmend unseriöse Unternehmen auf den Markt, die in Wirklichkeit keine Wirtschaftsinvestitionen mehr tätigten, sondern das eingesammelte Geld in kriminelle Aktivitäten „investierten“ bzw. Geldwäsche betrieben. Da die versprochenen Zinsen anfänglich ausbezahlt wurden, hielt die Euphorie noch an. Ungenügendes Wissen, mangelnde Erfahrung mit marktwirtschaftlichen Mechanismen und die psychologische Verlockung, in möglichst kurzer Zeit reich zu werden, waren die Faktoren, die zu einer rasanten Verbreitung und der Popularität der Pyramiden-Gesellschaften führten. Während die albanische Bevölkerung diese Gesellschaften als einen Teil der marktwirtschaftlichen Freiheit und Entwicklung betrachtete, vermuteten internationale Experten, dass die italienische Mafia auf diese Weise Geldwäsche betrieb. Die investierten Summen stammten nicht nur aus den Ersparnissen der albanischen Bevölkerung, sondern zu großen Teilen aus Menschen-, Waffen- und Drogenhandel und wurden ihrerseits wieder in kriminelle Aktivitäten „investiert“. Es gab in der ersten Hälfte der 1990er-Jahre zahlreiche solcher Pyramiden-Gesellschaften, die zum Schein weiterhin auch kleinere, sichtbare Investitionen beispielsweise in Produktionsstätten und in den Tourismussektor tätigten. Viel Geld wanderte aber auch in die Taschen der Unternehmenseigentümer.

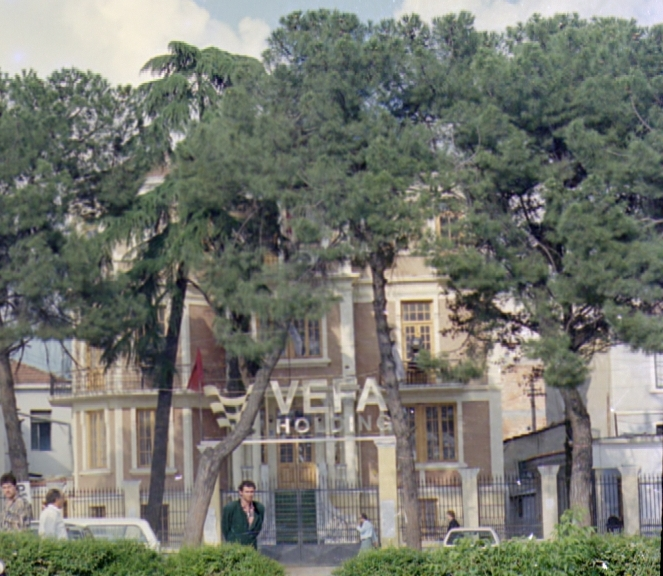
Sitz der „VEFA-Holding“ 1998 in Tirana

Ab 1995 drängten dann zunehmend „echte“ Pyramiden-Gesellschaften in dieses System. Sie versprachen ebenfalls hohe Renditen, funktionierten aber fast ausschließlich nach dem Schneeballsystem. Eine seriöse Auseinandersetzung mit diesen Pyramiden-Gesellschaften gab es nicht, weder die Regierung noch die Opposition oder die Medien meldeten Anzeichen eines Verdachts. Auch internationale Institutionen wie die Weltbank oder der Internationale Währungsfonds (IWF) bescheinigten Albanien bis Mitte 1996 eine positive wirtschaftliche Entwicklung und verloren kein Wort über die Pyramiden-Gesellschaften. Ab Oktober 1996 gab es dann die ersten zaghaften Warnungen durch den IWF und Politiker wie Ridvan Bode.
Die Gerüchte, dass sowohl die regierende Demokratische Partei (PD) als auch die in der Opposition befindliche Sozialistische Partei Albaniens (PS) von diesen Gesellschaften während des Wahlkampfs finanziell unterstützt wurden, nahmen zu und wollten nicht verstummen. Hohe Staatsbeamte leugneten weiterhin mit allen Mitteln die Meldungen vom Zusammenbruch solcher Gesellschaften. Selbst als die ersten Warnungen bekannt waren, feierte der Ministerpräsident Aleksandër Meksi gemeinsam mit den Inhabern der Vefa-Holding noch ein Gründungsjubiläum. Keine politische Partei trat offen gegen die Pyramiden-Gesellschaften auf. Selbst die Sozialisten pflegten enge Beziehungen mit zwei Gesellschaften, Xhaferi und Populli, und versprachen im Wahlkampf, dass auch sie im Falle einer Regierungsbeteiligung keine Maßnahmen gegen diese Gesellschaften treffen würden. Die Verbindungen zwischen organisierter Kriminalität, Politik und den Pyramiden-Gesellschaften sind bis heute nicht geklärt. Der Gesamtwert der Einlagen aller 16 Pyramiden-Gesellschaften summierte sich vor Ausbruch der Krise im Frühjahr 1997 auf 1,2 Milliarden US-Dollar, also auf mehr als 50 % des damaligen Bruttosozialprodukts des Landes.

## Der Zusammenbruch
Im letzten Quartal des Jahres 1996 erhöhten sich die von den Pyramiden-Gesellschaften gezahlten Zinssätze rasend schnell auf 30 %, dann auf 40 % und schließlich sogar auf 50 % pro Monat. Die jährliche Inflationsrate lag deutlich unter 20 %, und so war klar, dass der Zusammenbruch bevorstand. Schließlich meldeten alle bis auf vier Pyramiden-Gesellschaften Ende 1996 und Anfang 1997 Insolvenz an, andere reduzierten die Zinsversprechen. Die Wut der Bevölkerung, die sich um ihre Ersparnisse gebracht sah, richtete sich vornehmlich gegen die Regierung. Die staatlichen Stellen hatten ihre Aufsichtspflichten nicht wahrgenommen und von den Machenschaften offen profitiert.
In der südalbanischen Stadt Vlora kam es zu ersten Massenprotesten, die schnell gewalttätig wurden und sich auf den ganzen Süden des Landes und dann auf den Rest Albaniens ausdehnten. Der endgültige Zusammenbruch der Pyramiden-Gesellschaften eskalierte im Februar und März des Jahres 1997 in einem Aufstand gegen die Regierung und in weitverbreitetem Widerstand gegen die Staatsgewalt. In Südalbanien brach die öffentliche Ordnung vollständig zusammen, da die Aufständischen militärische Lager plünderten und sich mit Schusswaffen ausrüsteten. Albanische Streitkräfte und albanische Polizei waren meist auf der Seite des Volkes und gingen deshalb nicht oder nur halbherzig gegen die Protestierenden vor. Die Wut und Enttäuschung der Menschen richtete sich nicht nur gegen die Regierung, sondern auch gegen Geschäfte und staatliche Einrichtungen wie Archive, Schulen und Hotels. Das Fehlen der Staatsgewalt wurde schnell von vielen kriminellen Banden ausgenutzt, die plünderten oder sich zu Lokalherren ernannten. Interpol geht davon aus, dass in diesem Chaos auch 100.000 Blanko-Pässe gestohlen wurden.

## Übergangsregierung, internationales Eingreifen und Neuwahlen

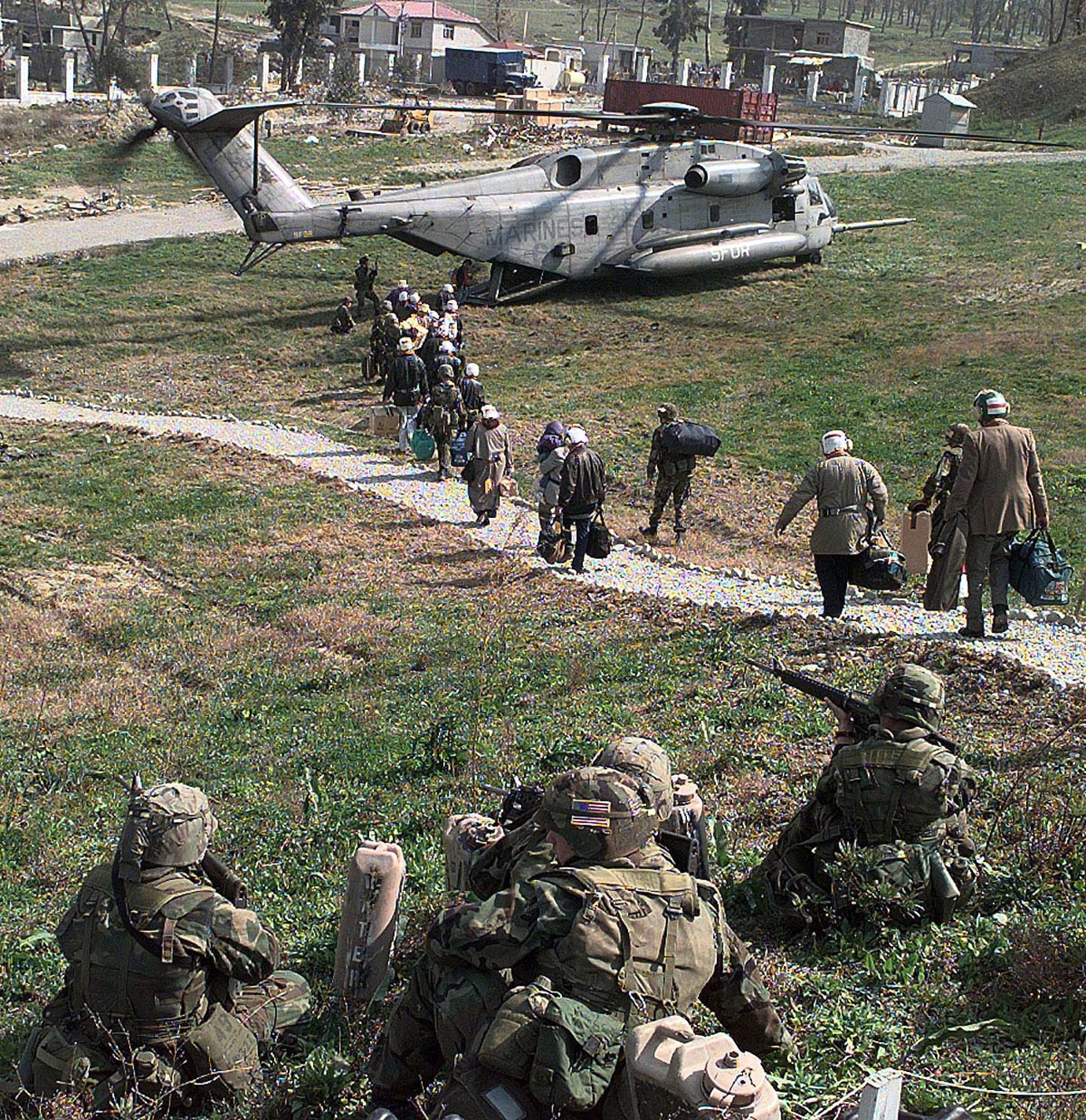
US-Marineinfanteristen evakuieren am 15. März 1997 Bürger aus Albanien nahe der US-Botschaft in Tirana

Trotz der landesweiten Proteste wählte das Parlament den damals amtierenden Präsidenten Sali Berisha wieder in sein Amt. Mittels Ausnahmezustand, Militärpräsenz und Zensur versuchte er, der Lage Herr zu werden. Am 9. März 1997 konnten sich die Parteien des Landes auf eine breit abgestützte Übergangsregierung einigen, die Regierung der nationalen Versöhnung. Bashkim Fino (PS) wurde zum Premierminister ernannt. Berisha durfte bis zu den Neuwahlen, die innerhalb zweier Monate durchgeführt werden sollten, Präsident bleiben. Bis Mitte März hatte der Staat im ganzen Land die Kontrolle verloren, überall wurde geplündert und zerstört.
Nach zunehmender Verschlechterung der Sicherheitslage begannen die Vereinigten Staaten am 13. März mit der Evakuierung ihrer Staatsangehörigen im Rahmen der Operation Silver Wake. Einen Tag später führte die deutsche Bundesregierung mit der Operation Libelle ebenfalls eine Evakuierungsmission für Botschaftsangehörige und Zivilisten aus über 20 anderen Ländern durch. Auch Italien und die griechische Marine (Operation Cosmas) evakuierten eigene Staatsbürger und Zivilisten anderer Nationen auf dem Luft- und Seeweg. Viele Albaner flüchteten ins Ausland, vornehmlich nach Italien.
Die Übergangsregierung bat angesichts der ausweglosen Lage das Ausland um eine militärische Intervention. Um einen Bürgerkrieg im Land zu vermeiden, verabschiedete der UN-Sicherheitsrat die Resolution 1101 zur Entsendung eines multinationalen Militärkontingents mit dem Ziel, die öffentliche Ordnung in Albanien wiederherzustellen. Außerdem sollte die Bevölkerung rasch mit humanitärer Hilfe versorgt werden und die geordnete Durchführung von Neuwahlen ermöglicht werden. Am 16. April 1997 landeten im Rahmen der Operation Alba etwa 7.200 Soldaten aus Italien, Frankreich, Spanien, der Türkei, Rumänien, Griechenland, Österreich und Dänemark und anderen Nationen in Albanien. Die Operation wurde von Italien geführt, das auch mit 3.800 Soldaten das größte Einzelkontingent der Truppe stellte.
Bei den Parlamentswahlen am 29. Juni 1997 und 6. Juli siegte die Opposition; am 29. Juni fand auch ein Referendum über die Restaurierung der Monarchie statt. Die ausländischen Truppen blieben einige Monate im Land, nach und nach konnte die Ordnung wiederhergestellt werden. Am 12. August 1997 endete der Einsatz der multinationalen Truppe mit dem Abzug der letzten italienischen Einheiten. In einzelnen abgelegenen Landesteilen dauerte es aber noch Jahre, bis die Staatsgewalt wiederhergestellt war.